# بول بتلر (ملاكم)
بول بتلر (بالإنجليزية: Paul Butler)‏ مواليد 11 نوفمبر 1988 في إنجلترا، هو ملاكم محترف إنجليزي يصنف ضمن فئة وزن الذبابة بدأ مسيرته الاحترافية سنة 2010 حيث انتصر في نزاله الأول.

## المسيرة الاحترافية
من نزالاته:
- انتصر على سيلفيو أولتينو بالضربة الفنية القاضية (19-12-2015).
- انتصر على ستوارت هول (07-06-2014).
- انتصر على أشلي سيكستون (05-07-2012).

## إحصائيات
خاض خلال مسيرته 28 نزالا، فاز في 26 ولم يتعادل وخسر في 2. فاز بالضربة القاضية في 14 نزالا.

## روابط خارجية
- بول بتلر على موقع بوكس ريك (الإنجليزية) (registration required)